# Karel Malík
Karel Malík (7. prosince 1960, Praha – 8. července 2025, Praha) byl český hudebník, skladatel, textař a básník.

## Život a činnost
Pochází z pražských Košíř, učil se uměleckým truhlářem a nakonec studoval na žižkovské UMPRUM. Vykonával řadu rozličných zaměstnání, například dekoračního technika, stánkového prodavače, stavěče telefonních stožárů, česače ovoce, údržbáře, nočního hlídače apod.
Zemřel 8. července 2025.

### Hudba
Začínal hrou na příčnou flétnu, jeho hlavními nástroji jsou však altsaxofon a kytara. Působil v několika kapelách, mezi něž se řadí například Rumor Emise Group in Europe, O. P. N., Frou Frou, Sonet, Babalet předčasně zesnulého zpěváka Aleše Drvoty, Eman E. T. and Homo Band Ludvíka Kandla a Hudba Praha. Roku 1988 společně s Martinem Grušou založil vlastní pubrockovou skupinu Echt!, kterou dlouhá léta vedl. Hráli v ní i jeho kolegové z Hudby Praha kytarista Vladimír Zatloukal a baskytarista Jiří Jelínek.
Echt! má na svém kontě tři studiová alba – Hořký pití (1997), Smutný věci (1998) a Je mi krásně (2001) a jedno koncertní 15 let live in Akropolis (2003), všechna vydaná hudebním vydavatelstvím Black Point.

### Poezie
K jeho básnickému dílu patří tři sbírky – Vnitřnosti (Julius Zirkus, 2006), Trezor pro Echt... (ANNE Records, 2011) a Chaos (Vetus Via, 2012), na čtvrté autor pracuje. Všechny knihy jsou doplněny jeho vlastními linoryty.